# Alcaluro
Un alcaluro es un compuesto químico en el cual los átomos de metales alcalinos son aniones (iones con carga negativa) con una carga o estado de oxidación de -1. Hasta el primer descubrimiento de los alcaluros en 1970, se sabía que los metales alcalinos aparecían en sales únicamente como cationes (iones con carga positiva) con una carga o estado de oxidación de +1. Este tipo de compuestos son de interés teórico debido a su inusual estequiometría y bajos potenciales de ionización. Los compuestos de alcaluros están químicamente relacionados con los electruros, sales en las que un electrón atrapado actúa como anión.

## Compuestos de metales alcalinos "normales"
Los metales alcalinos forman muchas sales estables conocidas. El cloruro de sodio (sal de mesa) Na+Cl- ilustra el papel tradicional de un metal alcalino. En la fórmula empírica para este compuesto iónico, el sodio cargado positivamente balancea la carga negativa del ion cloruro. La explicación tradicional para el catión sodio (Na+) es que la pérdida de un electrón a partir del estado elemental produce una configuración estable de capa cerrada.

## Nomenclatura y compuestos conocidos
Los alcaluros conocidos son:
- Sodiuro o natruro (Na-)
- Potasiuro o kaluro (K-)
- Rubidiuro (Rb-)
- Cesiuro (Cs-)

Alcaluros de otros metales alcalinos no descubiertos son:
- Litiuros (Li-)
- Fraciuros (Fr-)

## Ejemplos
Normalmente los alcaluros son térmicamente lábiles debido a la alta reactividad del anión alcaluro, que es técnicamente capaz de romper la mayoría de los enlaces covalentes incluyendo enlaces C-O en un criptando común. La introducción de un criptando especial que contiene enlaces amina en vez de éteres permitió el aislamiento de los potasiuros y sodiuros estables a temperatura ambiente.
Los alcaluros sintetizados hasta ahora incluyen:
- (Me3N-H)+Na−, hidruro de sodio inverso.[7]
- [Na(cryptand[2.2.2])]+Na−, sodiuro de sodio-criptato. La sal contiene tanto Na+ como Na-; el criptando aísla el Na+ y previene que sea reducido por el Na-.
- Ba2+(H5Azacryptand[2.2.2]−)Na−⋅2MeNH2, Sodiuro de Bario-azacriptando.[5]
- Dímeros de sodio catiónico y aniónico.[5]